# Костел Святої Варвари (Бердичів)
Костел Свято́ї Ва́рвари (інакше: Барбари) у місті Бердичеві — парафіяльний католицький храм (в наш час Києво-Житомирська дієцезія, Бердичівський деканат),  заснований у середині XVIII століття; визначна архітектурна та історична пам'ятка міста, області і всієї держави.
Розташований за адресою: вулиця Європейська, будинок 25, місто Бердичів (Житомирська область, Україна).

## Опис
Бердичівський костел святої Варвари вільно розташований на садибній ділянці з відступом від лінії забудови. По осі будівлі з боку головного входу окремо стояла двох'ярусна дзвіниця (дотепер не збереглась).
Костьол — цегляний, оштукатурений, побілений, є тринавовою, склепінчастою, чотиристовпною базилікою у стилі бароко, з прямокутною апсидою, фланкованою приміщеннями сакристії і скарбця, з гвинтовими сходами в товщі західної стіни на музичні хори (не збереглися).
Головний західний фасад, відображаючи базилікальну структуру, складає тричастинну композицію. Фасадний торець вирішений у формі приставного пілястрового портика доричного ордера на п'єдесталі, увінчаного трикутним фронтоном.
Раніше по центральній осі розташовувались напівциркульна плоска ніша, в якій уміщалися прямокутний дверний отвір головного входу, над ним — балкон з арочними дверима з хорів, з'єднані арочним порталом, що включав колони корінфського ордера. З'єднання головного об'єму із зниженими бічними крилами, що закривають торці бічних нав, і підносяться над ними (що є особливістю архітектурної композиції фасаду) пом'якшено чверть-колонами, а по вертикалі — спливами. Кути крил акцентовані пучками пілястр, які розкрепують карниз, над якими, як і над фронтоном, знаходилась фігуративна скульптура. Бічні фасади розчленовані спареними лопатками. Вікна з лучковими перемичками у верхньому ярусі обрамлені лиштвами «з вухами», в нижньому — без лиштв.
В інтер'єрі храму збереглися хрестові склепіння на нервюрах.

## Історія
У 1756 році на місці теперішнього костелу була побудована дерев'яна восьмигранна каплиця на честь коронації ікони Матері Божої Бердичівської.

Пам'ятний знак до 240-річчя заснування парафії (1999)

Бердичівський парафіяльний костел під титулом Святої Барбари було засновано у 1759 році Барбарою Радзивілл. Саме цей чинник, тобто фінансова підтримка від самого заснування парафії постійними її парафіянами й опікунами князями Радзивілами зумовив той факт, що аж до 20-х років XX століття Бердичівська парафія св. Барбари лишалась однією з найбагатших у Луцько-Житомирській дієцезії.
В 1824—1825 роках, перебуваючи при дворі князів Радзівіллів, юний Фридерик Шопен грав у костелі та навчався грі на струнних інструментах у професора Живного. Костел також відомий тим, що 14 березня 1850 року о 7 годині ранку в ньому взяли шлюб відомий французький письменник-класик Оноре де Бальзак і місцева шляхтянка Евеліна Ганська. Обряд здійснював прелат Олицької колегіати кс. Віктор Ожаровський. В 1858 році в храмі був охрещений відомий письменник-марініст Джозеф Конрад (Юзеф Коженьовський).
З приходом радянської влади у 1922 році усі цінності з храму були конфісковані й націоналізовані. Ще через 15 років (1937) у період релігійних гонінь костьол було замкнено.
Під час Другої світової війни і нетривалий час після неї — з 1941 по 1947 роки — костьол діяв. З 1950 року костьол знову був закритий.
У радянський повоєнний час костьол спершу пристосували під складське приміщення, а згодом приміщення культової споруди використовували пристосували під спортивну школу.

Меморіальна дошка присвячена вінчанню Оноре де Бальзака і Евеліни Ганської

У 1966 році в пам'ять про вінчання в костьолі письменника Оноре де Бальзака та Евеліни Ганської на стіні костьолу було встановлено меморіальну дошку.
У 1969 році головний вхід до костелу був замурований, орган, хори, вівтар та окремі архітектурні прикраси — знищили. У вівтарі зробили вхідні двері, побудували залізобетонне перекриття центральної нави костьолу на два поверхи — для атлетичного і гімнастичного залів. Дзвіницю та сигнатуру над храмом тоді ж розібрали.
Нарешті 11 січня 1991 року понівечена християнська святиня знову була повернута віруючим, але вони туди не входили ще тривалий час, чекаючи також і на повернення кляштору Босих Кармелітів.
27 листопада 1994 року у костьолі Святої Варвари відбулася перша Служба греко-католиків. Її здійснив греко-католицький священик отець Петро Дутчак. Підтримка римо-католицького священика Бернарда Міцкевича дозволила вирішити питання щодо місця проведення богослужінь в подальшому – у костелі Святої Барбари. З цього часу існувала домовленість з римо-католицькою громадою, згідно якої парафіяни УГКЦ проводили Богослужіння у храмі святої Барбари, до завершення будівництва власного храму, який мали звести в Бердичеві по вулиці Котовського, 19.  [Архівовано 22 жовтня 2018 у Wayback Machine.] Освячено новий храм, греко-католицької парафії св.священно-мученика Йосафата, 5 жовтня 2014 року преосвященійшим Владикою Йосифом Міляном, єпископом-помічником Київської Архиєпархії  
До 200-річчя з дня народження Оноре де Бальзака 18 травня 1999 року відкрито нову меморіальну дошку (вид попередньої представлено унизу). Відкриття меморіальної дошки благословив єпископ-ординарій Києво-Житомирської дієцезії Ян Пурвінський.
У 2000 році в костьолі встановлено мармуровий хрест на честь 2000-ліття від Різдва Христового.

Грот Матері Божої

16 липня 2006 року на тому ж місці, де була каплиця, відбудовано та освячено грот на честь коронації Матері Божої Бердичівської (до 250-ї річниці коронації).
За сучасності костел належить до Києво-Житомирської, римо-католицькій дієцезії.

## Будівництво і архітектура
Первісний храм було збудовано в 1782 році з соснового дерева. Будівля мала форму, подібну до сучасної: одну наву, притвор. Нава була побудована вівтарем на південь. Головний вівтар був різьблений, у осередді містив фігуру Христа Розп'ятого.
У 1799 році головний вівтар було покрито позолотою. Біля стовпів головного вівтаря, на колонах стояло 4 фігури — Святих Петра і Павла, Святих Барбари і Надії, нагорі — фігури ангелів.
Будівництво кам'яного костьолу, який зберігся дотепер, розпочалося зі східного боку поруч зі старим дерев'яним і було закінчено у 1826 році. Старий дерев'яний костьол розібрано в 1828 році.
Нова будівля, як і стара, була склепінчастою чотириствоповою базилікою. Внутрішній вигляд нового храму був подібний до старого, мав також три вівтарі. Різьблений образ Ісуса у головному вівтарі стояв у позолочених рамах на великій тумбі.
У 1878 році була зведена нова кам'яна дзвіниця заввишки 15 аршин на 4 дзвони.
У 1909 році фасад костьолу прикрасили 4-ма фігурами під хрестом Спасителя — матір Божа Скорботна та святий апостол Йоан, на фронтонах святі Петро і Павло. Цього ж року в костьолі встановлено новий орган відомої львівської органобудівної фірми І. Слівінського.
У результаті пристосування будівлі під дитячу спортивну школу в радянський час була серйозно порушена об'ємно-просторова структура храму — головний об'єм був розділений залізобетонним перекриттям на два поверхи, були розібрані хори, закладена арка входу на головному фасаді, до вівтарної частини зробили триповерхову цегляну прибудову зі сходовою кліткою.

## Настоятелі

Могила отця Бернарда Міцкевича, що 30 років служив у Бердичеві

Першим настоятелем мурованого костелу св. Варвари у Бердичеві (1826) був кс. Едмунт Бернатович, котрий збудував приміщення для священиків та благодійну їдальню для малозабезпечених.
У ХХ столітті в повоєнні роки, у період «войовничого атеїзму» в Бердичеві працював о. Юзеф Козінський — довголітній в'язень комуністичних таборів. В нелегкі довоєнні та післявоєнні роки він одним з перших проводив служби Божі у костелі св. Варвари. Священикові не лише вдалося зберегти християнську громаду, а й придбавши разом з парафіянами хатину на Чуднівській вулиці, добитися дозволу на створення там каплиці. За служіння Богу і пастирську діяльність його двічі ув'язнювали (згодом реабілітували). Помер священик Юзеф Козінський 20 січня 1967 року.
Наступний ксьондз Нікодем Яура прибув до Бердичева з Литви і працював протягом 1968—69 років, і за свою душпастирську діяльність був висланий владою з міста.
Від 1969 по 1998 рік у парафії беззмінно самовіддано працював о. Амброзій Міцкевич, народжений у Латвії у багатодітній родині, походженням із роду відомого поета Адама Міцкевича. Душпастирську працю у святині продовжив його брат о. Бернард Міцкевич, який за радянських часів 3 роки відсидів у в'язниці за навчання дітей релігії, і залишався у Бердичеві до своєї смерті (2006).
Ксьондзи Едмунт Бернатович та Юзеф Козінський поховані у Бердичеві на римо-католицькому («польському») цвинтарі, о. Бернард Міцкевич — біля самого костелу.
Актуальну інформацію про настоятеля парафії можна прочитати на сайті Києво Житомирської Єпархії (Дієцезії) до якої, в наш час належить парафія. https://kzd.org.ua/parishes/parafiya-sv-varvary [Архівовано 21 жовтня 2018 у Wayback Machine.]
Після декрету Ординарія єпископа Віталія Кривицького, настоятелем був призначений о. Роман Савицький.

## Виноски
1. ↑  колишня К. Лібкнехта
2. ↑  Про Бердичів на вебресурсі ukrainainkognita.org.ua. Архів оригіналу за 22 серпня 2009. Процитовано 16 листопада 2008.
3. ↑  Міський сайт «Мій Бердичів». Архів оригіналу за 14 лютого 2022. Процитовано 21 червня 2022.